# Розе, Харальд
Харальд Розе (Harald Rose; род. 14 февраля 1935, Бремен, Германия) — немецкий физик, физик-теоретик, пионер современной электронной микроскопии. Профессор, доктор философии, работал в Дармштадте (как профессор Дармштадтского технического университета, ныне эмерит), а также в США. C 2009 года профессор Ульмского университета. Лауреат премии Вольфа (2011), других отличий.
Окончил Дармштадтский университет и там же получил докторскую степень (по физике, в Дармштадтском техническом университете). Занимался в области теоретической электронной оптики под руководством Otto Scherzer. В Дармштадте же хабилитировался и с 1980 по 2000 год состоял профессором (преподавал в Дармштадтском техническом университете, также как в 1971—1975 гг.). Также работал в США. В начале 1970-х занимался в Чикаго в лаборатории руководимой Albert Crewe. Состоял в Аргоннской национальной лаборатории в Чикаго. Сотрудничал с Максимилианом Хайдером и Кнутом Урбаном.
Почётный фелло Royal Microscopical Society.
Опубликовал более 200 рецензированных статей в научных журналах, десять крупных обзорных статей, автор 110 патентов.

### Награды
- Премия Карла-Хайнца Бекурца[нем.] (2006)
- Премия Хонда (2008)
- Премия Роберта Вихарда Поля[нем.] (2009)
- Премия Вольфа по физике (2011)
- BBVA Foundation Frontiers of Knowledge Award (2013)[4]
- Премия Кавли (2020)[5]